# IBM PS/1
IBM PS/1 – kolejna po IBM Personal System/2 seria komputerów osobistych przedsiębiorstwa IBM, wprowadzona na rynek w 1990 roku. W Polsce wydany 12 kwietnia 1991 roku.

## Parametry techniczne
- Sterownik grafiki VGA (640x480)
- Zewnętrzna stacja dysków 5,25"
- Intel 80286 o częstotliwości 10 MHz